# Aguã Sampaio
Aguã Sampaio é uma aldeia de São Tomé e Príncipe, localiza-se ao Norte, no distrito da Lobata, ilha de São Tomé, próxima às localidades de Santa Clara e Saltado.